# Betäubungsmittelrezept

Muster des 2008 in Deutschland gültigen BtM-Rezeptformulars (Teil II: Für die Apotheke zur Verrechnung)

Altes BtM-Rezept von 1989

BtM-Rezept auf Formular von 1988 mit maschinenlesbarer Codierzeile

Ein Betäubungsmittelrezept (BtM-Rezept) ist ein spezielles Formular für die Verschreibung von Betäubungsmitteln wie etwa Morphin, Fentanyl oder Methylphenidat zur Abgabe an Patienten, Tiere oder für den Sprechstundenbedarf. Im Gegensatz dazu werden für die Bestellung von Betäubungsmitteln innerhalb von Krankenhäusern Betäubungsmittelanforderungsscheine und für alle anderen Arten des Betäubungsmittelhandels Betäubungsmittelabgabebelege verwendet.

## Rechtliche Grundlage
Die Verschreibung von Betäubungsmitteln wird in der Betäubungsmittel-Verschreibungsverordnung (BtMVV) geregelt. § 8 sieht vor, dass Betäubungsmittel nur auf einem besonderen amtlichen dreiteiligen Durchschreibsatz (Betäubungsmittelrezept) verschrieben werden dürfen. Diese Formulare werden von der Bundesdruckerei hergestellt und von der Bundesopiumstelle auf Anforderung an den einzelnen Arzt, Zahnarzt oder Tierarzt ausgegeben. Die Formblätter sind nummeriert; der Verbleib jedes einzelnen Blattes ist genau dokumentiert. Ausländische oder veraltete Rezeptformulare sind ungültig.
Diese Rezepte müssen vom Arzt an einem sicheren Ort aufbewahrt werden, um ein Abhandenkommen und damit Missbrauch zu verhindern. Jedes BtM-Rezept besteht aus drei Teilen, von denen zwei Teile (Teil I und III) Durchschläge des ersten (Teil II) sind. Einen dieser Teile (Teil III) muss der verschreibende Arzt zur Dokumentation ausgefüllt drei Jahre lang aufbewahren, der zweite Teil (Teil I) wird für dieselbe Zeitspanne in der abgebenden Apotheke aufbewahrt. Der dritte Teil (Teil II) dient, wie jedes normale Rezept, der Abrechnung mit dem Kostenträger. Die Rezepte müssen vollständig, das heißt mit konkreter Dosierungsanweisung pro verordnetem Artikel (alternativ ist ein Vermerk „gemäß schriftlicher Anweisung“ ausreichend – sofern dem Patienten eine schriftliche Gebrauchsanweisung übergeben wurde) und jeweiliger Abgabemenge (Packungsgrößenkennzeichnung ist nicht ausreichend), ausgefüllt und vom Arzt persönlich unterschrieben sein; anders als auf gewöhnlichen Rezepten ist die ungekürzte Unterschrift erforderlich. Wenn der Kassenarztstempel einer Gemeinschaftspraxis benutzt wird, so ist der Name des verschreibenden Arztes zusätzlich zu vermerken oder besonders kenntlich zu machen; weiterhin ist die Angabe der Telefonnummer erforderlich.
Es dürfen nicht mehr als zwei Betäubungsmittel gleichzeitig verschrieben werden, allerdings pro Betäubungsmittel beliebig viele verschiedene Darreichungsformen – beispielsweise ist die gleichzeitige Verordnung von Morphin-Ampullen, Morphin-Tropfen, Morphin-Tabletten 10 mg und Morphin-Retardtabletten zulässig.
Neben der Verordnung von mindestens einem Betäubungsmittel dürfen auf demselben Rezept auch nicht-BtM-Medikamente verordnet werden, allerdings nur zusätzlich.

## Ausnahmen und Sonderregelungen
BtM-Rezepte, die zur Substitutionstherapie Opioidabhängiger dienen, sind mit einem „S“ zu kennzeichnen (z. B. Buprenorphin). Zur Substitution sind in der Regel nur Fachärzte mit der Zusatzbezeichnung „Suchtmedizinische Grundversorgung“ (d. h. keine Tier- oder Zahnärzte) berechtigt. Gelegentlich kann es vorkommen, dass im Notfall ein BtM auf einem normalen Rezept verordnet wird. Das normale Rezept enthält dann den Hinweis „Notfall-Verschreibung“ und darf nicht älter als einen Tag sein. Es muss unverzüglich ein BtM-Rezept nachgereicht werden, welches mit einem „N“ gekennzeichnet ist.
Betäubungsmittel dürfen nur auf BtM-Rezepte abgegeben werden, die bei der Vorlage in der Apotheke nicht mehr als sieben Tage vorher ausgestellt wurden – einschließlich Sonntag und eventueller Feiertage, also spätestens am achten Tag.
Bis zur Abschaffung dieser Regulierung im März 2023 durften innerhalb von 30 Tagen nur bestimmte Höchstmengen verordnet werden (zum Beispiel Morphin: 24.000 mg). Um die Schmerztherapie zu erleichtern, durften Ärzte in begründeten Fällen von diesen Regeln abweichen; derartige Verordnungen waren mit einem A zu kennzeichnen.
Regulierungen bezüglich des postalischen Versands von Betäubungsmittelrezepten bestehen in den Gesetzen und Vorschriften nicht.